# Département d'Antofagasta de la Sierra
Pour les articles homonymes, voir Antofagasta (homonymie).
Le département d'Antofagasta de la Sierra est une des 16 subdivisions de la province de Catamarca, en Argentine. Son chef-lieu est la ville d'Antofagasta de la Sierra. Le département a une superficie de 28 097 km2. Sa population s'élevait à 1 282 habitants, selon le recensement de 2001.

## Population
La ville d'Antofagasta de la Sierra est sa capitale et concentre plus de 70 % de la population du département. La localité suivante est El Peñón, située à 65 km au sud. Il existe encore quelques hameaux mineurs comme Paicuqui à 17 km au nord d'Antofagasta de la Sierra, et Antofalla, environ 40 habitants, qui se trouve au pied du volcan Antofalla.

## Géographie
Son climat est très rigoureux, froid et sec, avec des températures minimales loin sous les
0 °C, une amplitude thermique quotidienne qui dépasse les 30 °C et des précipitations inférieures à 200 mm annuellement.
La zone possède de grandes superficies occupées par des salars comme le Salar del Hombre Muerto où on exploite du lithium et le Salar de Antofalla enserré entre les Sierras de Antofalla et les Sierras de Calalaste. Le Salar de Antofalla est le salar le plus long du monde avec 163 km de long et une largeur maximale de 12 km.
Dans ce département se trouve aussi la zone protégée Réserve de biosphère Laguna Blanca où vivent des flamants des Andes (parinas), des renards (zorros), des nandous (suris ou avestruz pequeño), des vigognes et d'autres camélidés autochtones. Cette réserve a une superficie d'un peu moins d'un million d'hectares soit 10 000 km2.
Quoique la région soit extrêmement aride, on peut rencontrer des zones pourvues de verts
pâturages appelés vegas. Ceux-ci doivent leur verdeur à de petits ruisseaux et rivières parmi lesquels le Río de los Patos et le Río Punilla. En plus des ríos, il faut souligner la présence de petits lacs (appelés lagunas), et parmi eux la Laguna de Antofagasta et la Laguna Alumbrera (près de la ville d'Antofagasta de la Sierra et au pied des volcans homonymes), la Laguna Blanca, la Laguna Grande et la Laguna Diamante.

## Volcanisme
Il faut souligner la présence de grands volcans dans la région, parmi lesquels se trouvent
l'Antofalla (6 409 m), le Carachi Pampa, l'Antofagasta, l'Alumbrera, le Cordón del Azufre (5 463 m) et le Volcan Cerro Galán (5 912 m), ce dernier se trouvant dans une des plus grandes caldeiras au monde, produite par une explosion colossale, la caldeira Cerro Galán.
Le département d'Antofagasta de la Sierra se caractérise par la présence de plus de 200 volcans. Bien d'autres phénomènes volcaniques peuvent se rencontrer dans la région comme les champs de pierre-ponce, ce qui confirme que, dans le passé, a existé une activité volcanique considérable, laquelle continue aujourd'hui. Le département est une zone riche en minéraux. Outre l'exploitation du lithium, on extrayait jadis aussi de l'or dans les mines d'Incahuasi.